# Elternversammlung
Die Elternversammlung (auch Elternabend) ist eine häufig gewählte Methode der Elternarbeit in Einrichtungen für Kinder und Jugendliche (Kindertagesstätten, Schulen, Heimen …). Die Elternversammlung bildet den konzeptionellen Gegenpart zum einzelfallbezogenen Elterngespräch (z. B. Tür-und-Angel-Gespräche, Elternsprechtage).
Der Vorteil dieser Methode für die Einrichtungen besteht vor allem in ihrer Effizienz, wenn es um die Vermittlung von gleichartigen Informationen an eine relativ große homogene Elterngruppe geht, typischerweise zu Beginn eines Schuljahres. In der Regel werden Elternversammlungen so gestaltet, dass darüber hinaus ein Austausch der Eltern untereinander möglich ist. Vor allem in Schulen und Kindertagesstätten finden weiter im Rahmen von Elternversammlungen die Wahlen der Elternvertretung statt. Somit werden Elternversammlungen als eine Form der Beteiligung von Eltern gesehen.
Vereinzelt finden Elternabende auch an Einrichtungen der Behindertenhilfe, Berufsschulen oder Universitäten statt. An der TU Darmstadt wurden beispielsweise im Dezember 2006 die Eltern vom dortigen AStA aufgrund der Aktion „Eltern und Ältere gemeinsam mit Studierenden gegen Studiengebühren“ eingeladen. An der Universität Karlsruhe dienen derartige Veranstaltungen als Erstsemesterbegrüßungen.

## Elternversammlungen in der Schule
Die Elternversammlung ist eine klassengebundene Veranstaltung, zu der alle Eltern einer Klasse unmittelbar eingeladen werden.

### Rechtliche Grundlagen
Da Schulrecht Ländersache ist, bestehen jeweils landesspezifische Rechtsgrundlagen. Inhaltlich sind die Regelungen jedoch in den einzelnen Ländern ähnlich.
Die weiteren Ausführungen beziehen sich vorrangig auf das Bundesland Hessen.
Die Beratungs- und Informationsrechte von Eltern werden nach § 72 (2) Hessisches Schulgesetz „in der Regel in den Elternversammlungen“ erfüllt. Damit ist die wichtigste Funktion der Elternabende benannt.
Gemäß § 106 Hessisches Schulgesetz wird die Elternvertretung im Rahmen von Elternversammlungen gewählt. Damit sind Elternabende ein wesentliches Glied der Elternbeteiligung.

### Organisation und Inhalte
Der Elternabend wird durch den Klassenelternsprecher, Klassenelternbeirat bzw. Vorsitzenden der Klassenelternversammlung eingeladen und geleitet. Zum ersten Elternabend (an dem der Klassenelternsprecher/-beirat gewählt wird) lädt der Klassenlehrer ein. In Hessen sind mindestens zwei Elternabende pro Schuljahr vorgeschrieben. Der Elternsprecher/-beirat ist frei darin, nach Bedarf zu weiteren Terminen einzuladen.
Aufgaben sind:
- Wahl der Klassenelternbeiräte bzw. Klassenelternsprecher
- Mitwirkung bei der Entscheidung und Planung von Klassenfahrten
- Information der Eltern
  - Elternrecht, Schulordnung und Hausordnung
  - Lehrplan und Lernziele der jeweiligen Jahrgangsstufen
  - verschiedene Unterrichtsformen, z. B. Projektunterricht und Lerntechniken
  - Verwendung von Lernmitteln in der Klasse
  - Probleme mit Hausaufgaben, Leistungsmängeln, Disziplin oder Notengebung[6].

### Situation in anderen Ländern

#### Vereinigte Staaten
In den öffentlichen Schulen der USA sind Elternabende nicht üblich. Die Klassenverbände werden in jedem Schuljahr neu zusammengesetzt, sodass zwischen den Eltern der Schüler einer Klasse kaum langfristige Netzwerke entstehen.
Ihr politisches Mitbestimmungsrecht üben Eltern in den Schuldistrikten aus, wo sie – gemeinsam mit allen anderen wahlberechtigten Bürgern – das board of education (deutsch etwa: „Schulvorstand“) wählen. Weitere Mitbestimmungsmöglichkeiten bieten sich durch (freiwillige) Mitgliedschaft und Mitwirkung in den Parent Teacher Associations (PTA, deutsch: „Eltern-Lehrer-Vereine“) der Schulen.
Den Lernfortschritt einzelner Schüler besprechen die Lehrer mit den jeweiligen Eltern in regelmäßig stattfindenden Privatkonferenzen (Parent Teacher Conferences).